# Along Came a Spider
Along Came a Spider é o vigésimo quinto álbum do cantor e compositor Alice Cooper, lançado no ano de 2008.

## Histórico
A história de Along Came a Spider gira em torno de um serial-killer chamado Spider, que mata e mutila suas vítimas. Como a própria tradução (Spider = Aranha) esse serial-killer, tem como objetivo arrancar 8 pernas para construir sua própria aranha, mas seus planos começam a complicar quando ele se apaixona pela oitava vítima.
Conta com as participações especiais de Slash na música Vengeance Is Mine e de Ozzy Osbourne na música Wake the Dead.

## Faixas
1. "Prologue / I Know Where You Live" (Cooper, Saber, Hampton)- 4:21
2. "Vengeance Is Mine" (feat. Slash) (Cooper, Saber, Hampton) - 4:26
3. "Wake the Dead" (feat. Ozzy Osbourne) (Cooper, Osbourne, Saber) - 3:53
4. "Catch Me If You Can" (Cooper, Saber, Hampton) - 3:15
5. "(In Touch with) Your Feminine Side" (Cooper, Garric, Johnson, Kelli) - 3:16
6. "Wrapped in Silk" (Cooper, Saber, Hampton) - 4:17
7. "Killed by Love" (Cooper, Garric, Bacchi, Kelli) - 3:34
8. "I'm Hungry" (Cooper, Saber, Hampton) - 3:58
9. "The One That Got Away" (Cooper, Kelli, Lane) - 3:21
10. "Salvation" (Cooper, Saber, Hampton, Fowler) - 4:36
11. "I Am the Spider / Epilogue" (Cooper, Saber, Hampton)